# Zeynep Çamcı
Zeynep Çamcı (Bodrum, 11 dicembre 1986) è un'attrice turca.

## Biografia
Nata nel 1986 a Bodrum, in provincia di Muğla (Turchia), Zeynep Çamcı ha un fratello che si chiama Deniz. Dopo aver completato l'istruzione primaria e secondaria, ha deciso di iscriversi presso la facoltà di comunicazione del dipartimento di radio, televisione e cinema dell'Università di Istanbul, dove al termine degli studi ha conseguito la laurea.
Nel 2008 ha iniziato la sua carriera di recitazione con il ruolo della cassiera nel film Recep İvedik 2, diretto da Togan Gökbakar, seguito nel 2009 dal film Recep İvedik 3 diretto da Togan Gökbakar, in cui ha ricoperto il ruolo di Zeynep. Nello stesso anno ha fatto parte del cast della serie Gece Gündüz, nel ruolo di Aslı e del film Güneşin Karanlığı diretto da Ayşegül Yadigar, nel ruolo di Güneş. Nel 2011 e nel 2012 ha interpretato il ruolo di Sedef nella serie Leyla ile Mecnun. Nel 2012 è stata inclusa nel cast delle serie Adını Feriha Koydum: Emir'in Yolu, nel ruolo di Can Serter e Canımın İçi, nel ruolo di Sinem.
Nel 2013 è tornata a recitare sul grande schermo con il ruolo di Meryem nel film Meryem diretto da Atalay Taşdiken. Nel 2013 e nel 2014 ha fatto parte del cast della serie Beni Böyle Sev, nel ruolo di Ayşem Keskin. Nel 2014 ha impersonato il ruolo di Havva nel film Deliha diretto da Hakan Algül. L'anno successivo, nel 2015, ha ricoperto il ruolo di Zeynep nella serie Eğlendirme Dairesi. Nel 2016 e nel 2017 ha ottenuto il ruolo di Deniz Aslan nella serie Seviyor Sevmiyor. Nel 2017 ha vestito i panni di Yaren Uluçınar nella serie Kara Yazı.
Nel 2018 ha interpretato il ruolo di Zehra Şimşek / Hande Kurdoğlu nella serie Adı: Zehra ed ha preso parte al film Gerçek Kesit: Manyak diretto da Onur Ünlü. Nel 2020 ha interpretato il ruolo di Feride nel film Feride, diretto da lei stessa con Ali Yorgancıoğlu e per il quale è stata anche sceneggiatrice. L'anno successivo, nel 2021, ha ricoperto il ruolo di Ayşe nella web serie Terapist e quello di Merve nella web serie Adım Başı Kafe. Nel 2022 e nel 2023 ha ottenuto il ruolo di Altan nella serie Güzel Günler. Nel 2024 ha vestito i panni di Hülya nel film Arap Kadri ve Tarzan diretto da Emre Kavuk.

## Vita privata
Zeynep Çamcı dal 7 giugno 2015 è sposata con il fotografo Serhat Bayram.

## Filmografia

### Attrice

#### Cinema
- Recep İvedik 2, regia di Togan Gökbakar (2008)
- Güneşin Karanlığı, regia di Ayşegül Yadigar (2009)
- Recep İvedik 3, regia di Togan Gökbakar (2009)
- Meryem, regia di Atalay Taşdiken (2013)
- Deliha, regia di Hakan Algül (2014)
- Gerçek Kesit: Manyak, regia di Onur Ünlü (2018)
- Feride, regia di Ali Yorgancıoğlu e Zeynep Çamcı (2020)
- Arap Kadri ve Tarzan, regia di Emre Kavuk (2024)

#### Televisione
- Gece Gündüz – serie TV, 1 episodio (Kanal D, 2009)
- Leyla ile Mecnun – serie TV, 32 episodi (TRT 1, 2011-2012)
- Adını Feriha Koydum: Emir'in Yolu – serie TV, 13 episodi (Show TV, 2012)
- Canımın İçi – serie TV, 50 episodi (Star TV, 2012)
- Beni Böyle Sev – serie TV, 79 episodi (TRT 1, 2013-2014)
- Eğlendirme Dairesi – serie TV, 5 episodi (Star TV, 2015)
- Seviyor Sevmiyor – serie TV, 28 episodi (ATV, 2016-2017)
- Kara Yazı – serie TV, 6 episodi (Kanal D, 2017)
- Adı: Zehra – serie TV, 14 episodi (Fox, 2018)
- Güzel Günler – serie TV, 26 episodi (Show TV, 2022-2023)

#### Web TV
- Terapist – web serie, 7 episodi (GAİN, 2021)
- Adım Başı Kafe – web serie, 10 episodi (Exxen, 2021)

### Regista

#### Cinema
- Feride, co-regia con Ali Yorgancıoğlu (2020)

### Sceneggiatrice

#### Cinema
- Feride, regia di Ali Yorgancıoğlu e Zeynep Çamcı (2020)

## Riconoscimenti
- Antalya Golden Orange Film Festival
  - 2013: Vincitrice come Miglior attrice per il film Meryem

- Pantene Golden Butterfly Awards
  - 2023: Candidata come Miglior attrice in una serie comica per Güzel Günler